# Książnice (Gdów)
Książnice (deutsch Fürstenau) ist eine Ortschaft mit einem Schulzenamt der Gemeinde Gdów im Powiat Wielicki der Woiwodschaft Kleinpolen in Polen.

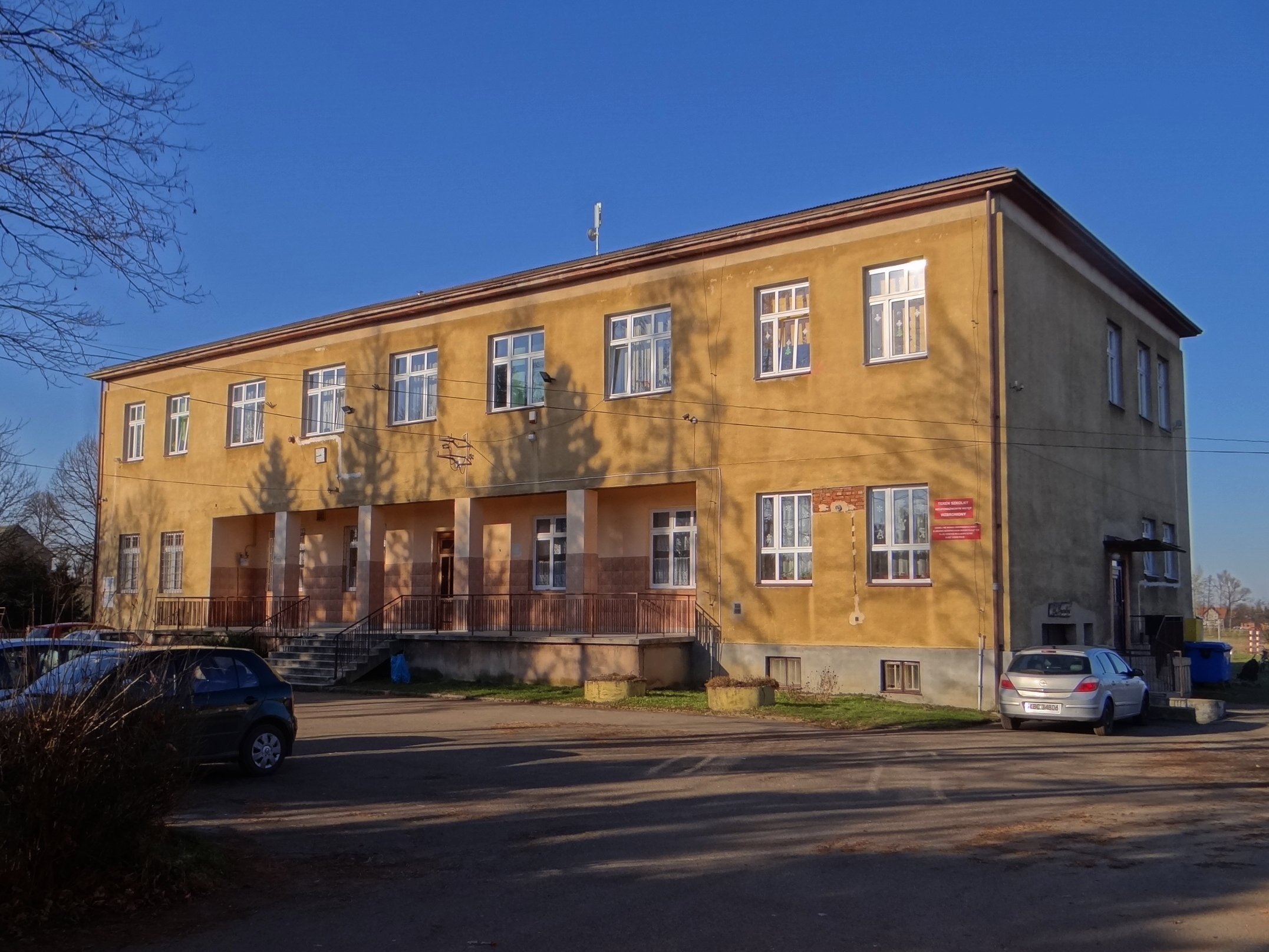
Schule in Książnice

## Geographie
Der Ort liegt am linken Ufer der Raba, im Podgórze Wielickie, 10 km südwestlich der Stadt Bochnia. Die Nachbarorte sind Łężkowice im Norden, Siedlec im Osten, Nieszkowice Małe im Südosten, Pierzchów im Süden, sowie Cichawa im Westen.

## Geschichte
Ein gefälschtes Dokument aus der Mitte des 15. Jahrhunderts, angeblich aus dem Jahr 1310, erwähnte Kziaznicze, aber die erste sichere Erwähnung stammt aus dem Jahr 1400 als Xangnicze. Der Name, ursprünglich Knięg(i)nice ist wahrscheinlich mit der Abtei der Benediktinerinnen in Staniątki verbunden.
Später wurde der Ort zum Sitz einer tenuta. Politisch zählte der Ort zunächst zum Königreich Polen (ab 1569 in der Adelsrepublik Polen-Litauen), Woiwodschaft Krakau, Kreis Szczyrzyc.  Bei der Ersten Teilung Polens kam Książnice 1772 zum neuen Königreich Galizien und Lodomerien des habsburgischen Kaiserreichs (ab 1804).
Im Jahre 1783 wurden im Zuge der Josephinischen Kolonisation deutsche lutherische Kolonisten angesiedelt. Die Kolonie erhielt den Namen Fürstenau, eine freie Übersetzung von książę (Fürst). Die Protestanten gehörten zur evangelischen Gemeinde in Neu-Gawlow. Im Jahr 1900 gab es in der inzwischen völlig polnischsprachigen Gemeinde Książnice im Bezirk Wieliczka außer 711 Römisch-Katholiken auch 18 Juden und nur 3 anderen Glaubens.
1918, nach dem Ende des Ersten Weltkriegs und dem Zusammenbruch der k.u.k. Monarchie, kam Książnice zu Polen. Unterbrochen wurde dies nur durch die Besetzung Polens durch die Wehrmacht im Zweiten Weltkrieg.
Von 1975 bis 1998 gehörte Książnice zur Woiwodschaft Tarnów.